# Theaceae
Famille
Classification APG III (2009)
Tribus de rang inférieur
- Gordonieae
- Stewartieae
- Theeae

Les Théacées (Theaceae) sont une famille de plantes à fleurs dicotylédones de l'ordre des Ericales. Elle comprend 500 espèces réparties en 10 à 20 genres.
Ce sont des arbres et des arbustes des régions tropicales et subtropicales. C'est la famille du théier et du camélia.
La classification phylogénétique a fait éclater cette famille qui n'avait rien d'un groupe monophylétique et la situe dans l'ordre des Ericales. Aujourd'hui, les Théacées proprement dites ne comptent plus que 195 espèces réparties en neuf genres.

## Étymologie
Le nom de cette famille est dérivé du nom de genre Thea L., qui était le genre type de la famille, lui-même issu du chinois minnan 荼 (tú) "thé", en Chine ; vers la fin de la dynastie Zhou environ 700 ou 650 avant. J.-C., le terme correspond à l’idéogramme 茶 (chá), simple réduction, une barre en moins, du caractère 荼 (tú), malais tēh "thé", néerlandais thee "thé".
Cependant le genre Thea L. qui a été intégré au genre Camellia L. n'est plus reconnu. 
En toute logique, la famille devrait donc s'appeler Camelliaceae, nom qui existe, mais qui, lui non plus, n'est pas reconnu. Aussi, le nom Theaceae est le nom valide du fait d'une proposition de conservation.
Au niveau générique, le choix de Camellia au profit de Thea est déjà en soi contestable, mais est un cas connu et faisant le sujet d'une explication par le Code international de nomenclature lui-même. On sait que le nom de genre Thea fut publié le 24 mai 1753 alors que le nom Camellia ne le fut que le 16 août 1753. La règle d'antériorité dicte donc la priorité de Thea sur Camellia. Cependant, Thea et Camellia sont officiellement considérés comme ayant été publiés le même jour, le premier mai 1753, ce qui rend caduque la règle d'antériorité. Le premier à faire le rapprochement entre Thea et Camellia est Robert Sweet en 1818. Celui-ci privilégie Camellia à Thea pour une raison inconnue, mais pour le code de nomenclature il devient référence pour préférer Camellia à Thea.
Ainsi, si la règle d'antériorité avait été appliquée, le genre Camellia aurait dû s'appeler Thea, la famille des Theaceae aurait alors été Camellideae[réf. souhaitée].

## Liste des genres
Selon Catalogue of Life (23 février 2018) :
- Apterosperma
- Camellia
- Franklinia
- Gordonia
- Polyspora
- Pyrenaria (en)
- Schima
- Stewartia

Selon Angiosperm Phylogeny Website (23 février 2018) :
- Apterosperma
- Camellia
- Dankia (en)
- Franklinia
- Gordonia
- Polyspora
- Pyrenaria
- Schima
- Stewartia

Selon NCBI (12 nov. 2015) :
- Apterosperma
- Camellia
- Franklinia
- Glyptocarpa
- Gordonia
- Laplacea (es)
- Parapyrenaria
- Polyspora
- Pyrenaria
- Schima
- Sinopyrenaria
- Stewartia
- Tutcheria  nom alternatif du Pyrenaria

Selon DELTA Angio (12 nov. 2015) :
- Adinandra (en) dans les Pentaphylacaceae
- Anneslea (en) dans les Pentaphylacaceae
- Apterosperma
- Archboldiodendron
- Balthasaria (en) dans les Pentaphylacaceae
- Camellia
- Cleyera
- Eurya dans les Pentaphylacaceae
- Ficalhoa dans les Sladeniaceae
- Franklinia
- Freziera
- Gordonia
- Pyrenaria
- Schima
- Stewartia
- Symplococarpon (es) dans les Pentaphylacaceae
- Ternstroemia
- Visnea

Selon ITIS (12 nov. 2015) :
- Camellia L.
- Franklinia Bartr. ex Marsh.
- Gordonia Ellis
- Laplacea Kunth
- Stewartia L.

## Liste des espèces
Selon NCBI (30 Jun 2010) :
- genre Apterosperma
  - Apterosperma oblata
- genre Camellia
  - Camellia achrysantha
  - Camellia acuticalyx
  - Camellia acutiperulata
  - Camellia albogigas
  - Camellia amplexicaulis
  - Camellia angustifolia
  - Camellia atrothea
  - Camellia azalea
  - Camellia bailinshanica
  - Camellia boreali-yunnanica
  - Camellia brachygyna
  - Camellia brevicolumna
  - Camellia brevistyla
  - Camellia caudata
  - Camellia chekiangoleosa
  - Camellia chrysantha
  - Camellia chrysanthoides
  - Camellia chungkingensis
  - Camellia compressa
  - Camellia cordifolia
  - Camellia costei
  - Camellia crapnelliana
  - Camellia crassiphylla
  - Camellia crassissima
  - Camellia cryptoneura
  - Camellia cuspidata
  - Camellia delicata
  - Camellia edithae
  - Camellia elongata
  - Camellia euphlebia
  - Camellia euryoides
  - Camellia fascicularis
  - Camellia flava
  - Camellia flavida
  - Camellia fluviatilis
  - Camellia forrestii
  - Camellia fraterna
  - Camellia furfuracea
  - Camellia fusuiensis
  - Camellia gauchowensis
  - Camellia gigantocarpa
  - Camellia gilbertii
  - Camellia glabriperulata
  - Camellia grandis
  - Camellia granthamiana
  - Camellia grijsii
  - Camellia gymnogyna
  - Camellia hekouensis
  - Camellia hengchunensis
  - Camellia henryana
  - Camellia hongkongensis
  - Camellia huana
  - Camellia hunanica
  - Camellia impressinervis
  - Camellia irrawadiensis
  - Camellia japonica
  - Camellia jinshajiangica
  - Camellia kissii
  - Camellia kwangsiensis
  - Camellia lanceolata
  - Camellia lawii
  - Camellia leptophylla
  - Camellia liberistamina
  - Camellia liberofilamenta
  - Camellia limonia
  - Camellia longgangensis
  - Camellia longipedicellata
  - Camellia longissima
  - Camellia longruiensis
  - Camellia longzhouensis
  - Camellia lucidissima
  - Camellia lungshenensis
  - Camellia lutchuensis
  - Camellia magniflora
  - Camellia magnocarpa
  - Camellia mairei
  - Camellia meiocarpa
  - Camellia micrantha
  - Camellia microphylla
  - Camellia mongshanica
  - Camellia multiperulata
  - Camellia multipetala
  - Camellia murauchii
  - Camellia nitidissima
  - Camellia obovatifolia
  - Camellia octopetala
  - Camellia oleifera
  - Camellia oligophlebia
  - Camellia omeiensis
  - Camellia oviformis
  - Camellia pachyandra
  - Camellia parafurfuracea
  - Camellia parvilimba
  - Camellia parvimuricata
  - Camellia parvipetala
  - Camellia paucipetala
  - Camellia petelotii
  - Camellia phaeoclada
  - Camellia phanae
  - Camellia phellocapsa
  - Camellia pingguoensis
  - Camellia piquetiana
  - Camellia pitardii
  - Camellia polyodonta
  - Camellia ptilophylla
  - Camellia ptilosperma
  - Camellia pubifurfuracea
  - Camellia pubipetala
  - Camellia pyxidiacea
  - Camellia reticulata
  - Camellia rhytidocarpa
  - Camellia rhytidophylla
  - Camellia salicifolia
  - Camellia saluenensis
  - Camellia sasanqua
  - Camellia semiserrata
  - Camellia sinensis
  - Camellia subacutissima
  - Camellia subintegra
  - Camellia szechuanensis
  - Camellia tachangensis
  - Camellia taliensis
  - Camellia tamdaoensis
  - Camellia tenuifolia
  - Camellia tenuivalvis
  - Camellia terminalis
  - Camellia transarisanensis
  - Camellia transnokoensis
  - Camellia tsaii
  - Camellia tuberculata
  - Camellia tunganica
  - Camellia tunghinensis
  - Camellia uraku
  - Camellia vietnamensis
  - Camellia villosa
  - Camellia waldeniae
  - Camellia wardii
  - Camellia weiningensis
  - Camellia wenshanensis
  - Camellia xiashiensis
  - Camellia xifongensis
  - Camellia yuhsienensis
  - Camellia yunnanensis
- genre Franklinia
  - Franklinia alatamaha
- genre Glyptocarpa
  - Glyptocarpa camellioides
- genre Gordonia
  - Gordonia brandegeei
  - Gordonia lasianthus
  - Gordonia villosa
- genre Laplacea
  - Laplacea alpestris
  - Laplacea fruticosa
  - Laplacea portoricensis
- genre Parapyrenaria
  - Parapyrenaria multisepala
- genre Polyspora
  - Polyspora axillaris
  - Polyspora chrysandra
  - Polyspora hainanensis
  - Polyspora longicarpa
  - Polyspora speciosa
  - Polyspora tonkinensis
- genre Pyrenaria
  - Pyrenaria diospyricarpa
  - Pyrenaria garrettiana
  - Pyrenaria kwangsiensis
  - Pyrenaria menglaensis
  - Pyrenaria oblongicarpa
  - Pyrenaria shinkoensis
  - Pyrenaria turbinata
- genre Schima
  - Schima argentea
  - Schima kankaoensis
  - Schima khasiana
  - Schima noronhae
  - Schima remotiserrata
  - Schima sinensis
  - Schima superba
  - Schima wallichii
- genre Sinopyrenaria
  - Sinopyrenaria yunnanensis
- genre Stewartia
  - Stewartia calcicola
  - Stewartia gemmata
  - Stewartia malacodendron
  - Stewartia monadelpha
  - Stewartia ovata
  - Stewartia pseudocamellia
  - Stewartia pseudocamellia × Stewartia ovata var. grandiflora
  - Stewartia pteropetiolata
  - Stewartia rostrata
  - Stewartia serrata
  - Stewartia sinensis
  - Stewartia villosa
- genre Tutcheria
  - Tutcheria brachycarpa
  - Tutcheria championi
  - Tutcheria greeniae
  - Tutcheria hirta
  - Tutcheria kwangsiensis
  - Tutcheria kweichowensis
  - Tutcheria maculatoclada
  - Tutcheria microcarpa
  - Tutcheria pingpienensis
  - Tutcheria sophiae
  - Tutcheria spectabilis
  - Tutcheria symplocifolia
  - Tutcheria wuiana